# 酸化ツリウム(III)
酸化ツリウム(III)は、式Tm2O3で表される淡い緑色の固体化合物である。1879年にペール・テオドール・クレーベによりエルビアの不純物試料から初めて分離され、「ツリア」と名付けられた。ツリウム金属を空気中で燃焼する、または、硝酸ツリウムなどのオキソ酸塩を分解することにより実験室で調製することができる。